# Alan Ford (natation)
Pour les articles homonymes, voir Alan Ford.
Alan Ford (né le 7 décembre 1923 et mort le 3 novembre 2008) est un nageur américain s'étant illustré au niveau mondial dans les épreuves de nage libre durant les années 1940. Multiple recordman du monde, en yards ou en mètres, il remporte une médaille d'argent aux Jeux olympiques d'été de 1948 organisés à Londres en terminant second du 100 m nage libre.

## Biographie
Alan Ford grandit dans la Zone du canal de Panamá où son père travaille. C'est dans cette région où l'eau joue un rôle important qu'il apprend à nager et dispute ses premières compétitions. À 16 ans, il est repéré par un entraîneur qui lui conseille de rejoindre la Mercersburg Academy située en Pennsylvanie où "King" John Miller, pédagogue reconnu, exerce. Il rejoint par la suite l'Université Yale où il côtoie un autre entraîneur renommé aux États-Unis, Bob Kiphuth.
Le 18 mars 1944, Alan Ford devient le premier homme à nager un 100 yards nage libre en moins de 50 secondes. L'année précédente, en février 1943, l'Américain était déjà devenu le premier nageur sous les 51 secondes – 50 s 6 – en battant le temps établi presque 16 ans plus tôt par son compatriote Johnny Weissmuller. Ford s'empare également du record du monde du 100 m nage libre en 1944 lors d'une tentative spéciale organisée le 13 avril 1944 à New Haven. En 1945, Alan Ford est diplômé de l'Université Yale en génie mécanique. Durant cette année, il était le capitaine de l'équipe de natation de l'Université, les Bulldogs. Durant cette période, le sportif doit interrompre sa progression en servant son pays engagé dans la Seconde Guerre mondiale au sein de l'U.S. Navy. Il effectue un retour à l'occasion des Jeux olympiques d'été de 1948 organisés à Londres. Il y remporte une médaille d'argent lors du 100 m nage libre en terminant second (57 s 8) derrière son compatriote Walter Ris (vainqueur en 57 s 3). Alan Ford avait pourtant battu le record du monde de l'épreuve quelques semaines plus tôt à New Haven. En 55 s 4, il améliorait alors de 4 dixièmes de seconde l'ancienne référence du Français Alex Jany et de 5 dixièmes de seconde le record qu'il avait établi quatre ans plus tôt dans la même ville. Le même jour, Alan Ford battait avec trois autres nageurs le record du monde du relais 4 × 100 m nage libre.
Une fois sa carrière sportive achevée, Alan Ford se concentre sur ses activités professionnelles. Il travaille ainsi dans la construction de raffineries de pétrole et autres usines et installations similaires aux États-Unis et à l'étranger. Atteint d'un emphysème, Alan Ford meurt le 3 novembre 2008 à 84 ans ; il était marié et père de 4 enfants.
En 1966, l'International Swimming Hall of Fame le distingue en l'intégrant à son musée sportif des personnalités les plus remarquables de la natation mondiale.

## Palmarès

### Jeux olympiques
- Jeux olympiques de 1948 à Londres (Royaume-Uni) :
  -  Médaille d'argent du 100 m nage libre (57 s 8).